# Rhys Tyler
Rhys Tyler (* 18. September 1992 in Newbury) ist ein englischer Fußballspieler.

## Karriere
Tyler begann seine Karriere im Alter von acht Jahren in der Jugend des FC Reading und unterschrieb im Juli 2010 einen Vertrag beim FC Rot-Weiß Erfurt. In Deutschland gab er am 22. Januar 2011 sein Profi-Debüt in der 3. Liga gegen den FC Hansa Rostock.
Zur Saison 2012/13 wechselte Tyler zum Viertligisten Rot-Weiß Oberhausen. Nach drei Jahren wurde sein Vertrag 2015 nicht mehr verlängert.
Er wechselte daraufhin zurück nach England zu Hungerford Town in die Southern Football League. Nach drei Jahren wechselte er zum FC Wealdstone in die National League South. Im Sommer 2019 erfolgte sein ligainterner Wechsel zu Chippenham Town.